# Badia de Cenderawasih
La badia de Cenderawasih (en indonesi: Teluk Cenderawasih, "badia del Paradís dels Ocells") també coneguda com a Sarera Bay (en indonesi: Teluk Sarera) i antigament Badia Geelvink (en neerlandès: Geelvinkbaai), és una gran badia que es troba al nord de la província de Papua, Papua Central i Papua Occidental, a l'illa de Nova Guinea, Indonèsia.

## Geografia
Es troba entre la península de Doberai i la desembocadura del riu Mamberamo, al cap d'Urville. Té més de 300 quilòmetres d'amplada i la línia de costa, des de Manokwari, fins a la desembocadura del Mamberamo, fa més de 700 quilòmetres de llargada. Els rius Wamma, Tabai, Warenai i Wapoga hi desemboquen. A la badia hi ha extensos esculls de corall i una abundant vida marina. La part sud-occidental ha estat declarada parc nacional marí, el Parc nacional Teluk Cendrawasih.
A la badia hi ha nombroses illes, sent les més importants les illes Biak i Yapen.

## Història
El nom holandès de la badia, Geelvink, li va ser donat per l'explorador Jacob Weyland, que va navegar per la badia el 1705 a bord de la fragata De Geelvink, nom a la vegada d'una destacada família de comerciants de la Companyia Neerlandesa de les Índies Orientals. El sultanat de Tidore tenia vincles tributaris amb la regió.